# Patera d'Hiei Chu
Hiei Chu Patera
Pour les articles homonymes, voir Hiei Chu.
La patera d'Hiei Chu (désignation internationale : Hiei Chu Patera) est une patera située sur Vénus dans le quadrangle de Shimti Tessera. Elle a été nommée en référence à Hiei Chu, une chinoise qui transformait la soie des vers en fils et autres matériaux (2698 AEC).